# Ostpaket

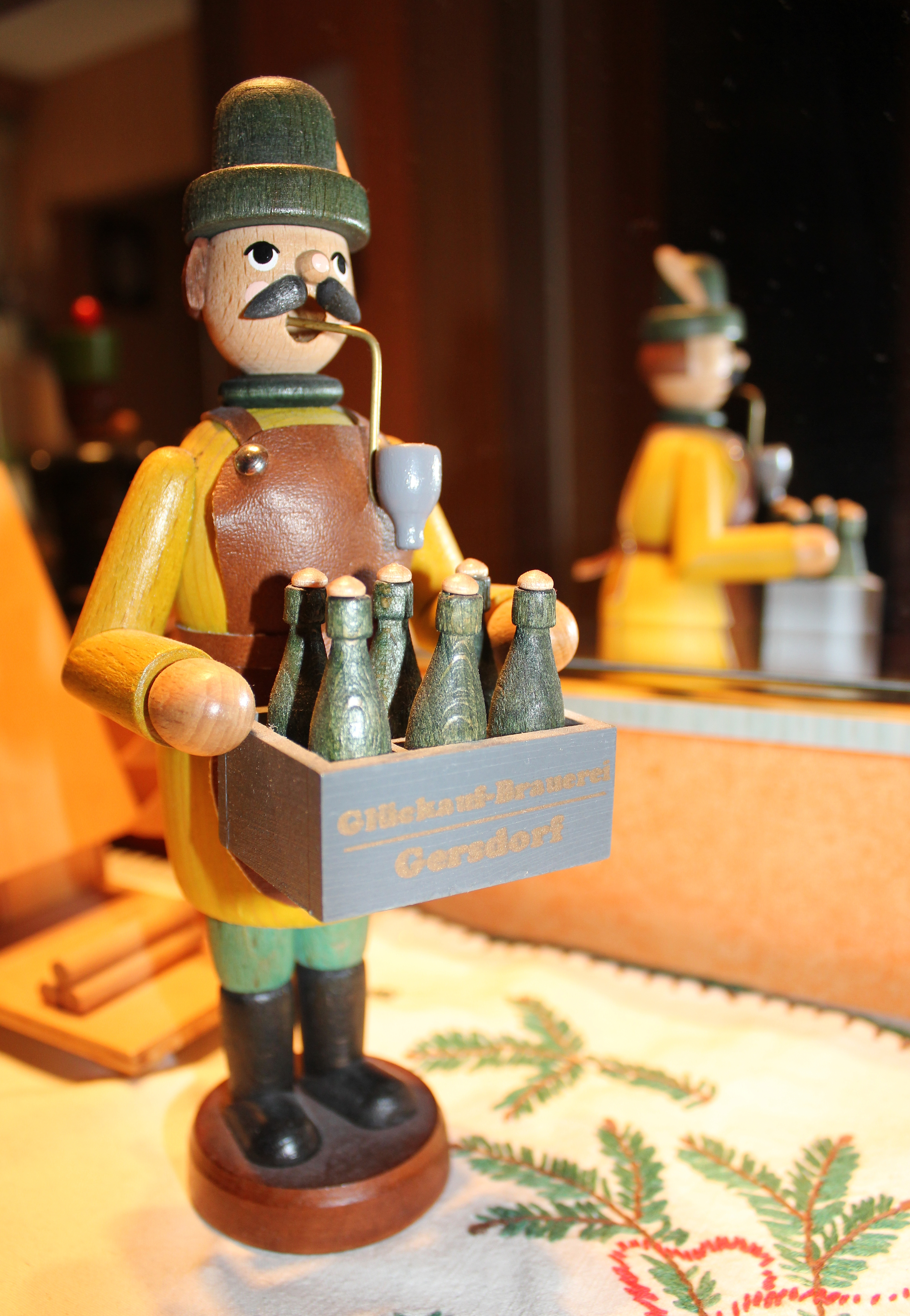
Beispiel für Erzgebirgische Volkskunst (hier Räuchermann)

Als Ostpaket werden Paketsendungen zwischen den  neuen Ländern und den alten Ländern bzw. (vor der deutschen Wiedervereinigung) zwischen der Deutschen Demokratischen Republik und der Bundesrepublik Deutschland bezeichnet.

## Als Begrifflichkeit für Pakete
Allgemein bekannt wurde der Begriff Ostpaket als Paket mit typisch ostdeutschen Artikeln, insbesondere Nahrungs- und Genussmitteln, die zumindest unmittelbar nach der Wende in den alten Ländern nicht überall erhältlich waren wie z. B. Hallorenkugeln, Hansa-Kekse, Filinchen oder ostdeutsche Spirituosen oder Biermarken. Dabei spielen auch ostalgische Aspekte eine Rolle.
Die Landesregierung von Sachsen-Anhalt hatte 1996 den Versand von Ostpaketen in die alten Länder als Dankeschön für die Westpakete vor der Wende angeregt. Ideengeber war der spätere Kommunikationsberater Hasso Mansfeld. Mindestens als Nebeneffekt wurde beabsichtigt, die Marktchancen dieser Produkte in den alten Ländern zu verbessern. Eines dieser Pakete liegt als Ausstellungsstück im Deutschen Historischen Museum in Berlin. Im Jahr 2006 ließ das Land Sachsen-Anhalt 1000 Ostpakete an in die alten Länder abgewanderte „Landeskinder“ verschicken, um deren Bindungen an die Heimat zu stärken und sie zur Rückkehr zu bewegen und so dem Bevölkerungsrückgang entgegenzuwirken.
Insbesondere nach der Wende wird der Begriff Ostpaket als Gegensatz zum Westpaket auch für Pakete verwendet, die „Ostdeutsche“ an Familienangehörige und Freunde in Westdeutschland sandten. Diese wurden meist als Dank für die sogenannten Westpakete verschickt. Die in den 1970er Jahren jährlich etwa 25 Millionen verschickten Westpakete kreuzten ihren Weg mit etwa 9 Millionen Ostpaketen. Pro Kopf der Bevölkerung wurden so mehr Ost- als Westpakete verschickt. Die Versender der Ostpakete standen dabei vor dem Problem, für die erhaltenen im Westen alltäglichen, im Osten aber herausgehobenen Waren Gegengeschenke zu finden, die möglichst einen ähnlichen Effekt erzielen konnten. Das war angesichts des Warenangebotes in der DDR schwierig. In den Ostpaketen befanden sich überwiegend kunstgewerbliche Artikel wie handgefertigte Kunst aus dem Erzgebirge oder Bücher. Lebensmittel wurden eher selten versandt, wenn, dann handelte es sich um Spezialitäten wie Dresdner Christstollen oder Selbstgebackenes. Zudem waren bestimmte Waren, die in der DDR knapp waren oder durch den Außenhandel exportiert werden sollten, zum Paketversand nicht oder nur beschränkt zugelassen. Das betraf z. B. Edelmetalle, Edelsteine, Briefmarken oder optische Geräte. In Vorwendezeiten wurde der Begriff Ostpaket in der alten Bundesrepublik eher für Westpakete verwendet, da diese in den Osten gingen.
Forschungen an der Otto-von-Guericke-Universität Magdeburg haben ergeben, dass Ostpakete während der Zeit der Deutschen Teilung in der Bundesrepublik grundgesetzwidrig durch den Bundesnachrichtendienst unter Mithilfe des Militärischen Abschirmdienstes kontrolliert wurden, mit dem Ziel, ostdeutsche Spione in der BRD zu enttarnen.

## Andere Verwendungen
In der alten Bundesrepublik wurde die Ostpolitik der sozialliberalen Koalition teilweise als „Ostpaket“ bezeichnet.
Auch kulturelle Angebote im weitesten Sinn, die aus den neuen Ländern kommen, werden gelegentlich „Ostpaket“ genannt.